# Xitli
Xubada (en rus: Шитли) és un poble del Daguestan, a Rússia, que en el cens del 2010 tenia 21 habitants. Pertany al districte rural de Gunib.